# 查克里·納呂貝特號航空母艦
12°37′33″N 100°54′49″E / 12.625836°N 100.913536°E
查克里·納呂貝特號航空母艦，是泰國皇家海軍所屬的航空母艦，代號HTMS Chakri Naruebet R-911，由西班牙的巴贊造船廠製造，為阿斯圖里亞斯親王號航空母艦之同級航艦，是世界上现役最小的航空母艦，也是目前唯一一艘专为出口而建造的航母，有泰國海軍鎮海之寶之稱。查克里·納呂貝特號服役後，泰國因而成為當時東南亞地區中唯一擁有航空母艦的國家。

## 緣由
泰國海軍鑑於南沙群島競爭的白熱化，並且马六甲海峽海盜的猖獗，且為了跟西邊的南亞強權印度鄰近的印尼、越南等東南亞國家競爭，在1990年代初期泰國海軍原本只想要一艘直昇機母艦，但當時西班牙巴贊造船廠提出可以用4億美元為泰國建造一艘航空母艦而且還附送二手的AV-8S作為艦載機，這樣泰國和西班牙於1992年作成了交易，1996年1月20日，泰國皇后還親自到西班牙並和西班牙皇后一起主持該母艦的下水禮。該母艦被命名為"扎克里·纳鲁贝号"，是为了纪念扎克里王朝。而其編號是"911"，9在佛教當中有吉祥之意而11表示上上的意思。1997年3月20日，查克里·納呂貝特號正式加入泰國皇家海軍，這樣令其能掌握马六甲海峽一帶關鍵海域的制空權和制海權。

## 配備
查克里·納呂貝特號的滿載排水量僅有11,486噸，為目前服役的世界最小航母，在此之前則是義大利的加里波底號航空母艦。
引擎使用複合柴油機與燃氣輪機（CODOG），主機包括兩具美國通用電氣製LM-2500燃氣輪機，以及兩具德國授權巴贊造船廠生產的MTU 16V1163 TB83巡航用柴油機，雙軸可變距螺旋槳推進。最大航速達27節，巡航速度為16節，整個系統的可靠度明顯勝過單單依靠單軸推進的西班牙同型艦亞斯都利亞親王號；而柴油主機的引進也使查克里·納呂貝特號在經濟航速下有更大的續航距離。這四具主機分別置於艦體中段前、後兩個獨立運作的機艙，每個機艙各有一具燃氣輪機與柴油機，各負責驅動一根大軸。
艦上的電力由四具功率1200千瓦的柴油發電機提供，分別置於兩個輔機艙內，每組發電機可選擇使用併聯或獨立方式運作；此外，艦艏部位還設有一台緊急用的柴油發電機組。
損管方面，全艦劃分為三個各自獨立的消防區，由敷設防火絕緣材料的甲板或水密隔艙予以區隔，各區均設有獨立的損管控制站與消防系統，消防設施包括海水消防總管路、泡沫滅火系統以及灑水系統等，艦上各處均設有手提式的二氧化碳或乾粉滅火器，彈藥室內則設有可降溫與消防的灑水系統。為了強化耐海能力，艦體兩側設有展翼形防搖龍骨以及一對由電腦控制的穩定鰭。
由於查克里·納呂貝特號擔負著泰國艦隊的旗艦，因而必須要設有相關的指管通情裝備。與阿斯圖里亞斯親王號航空母艦一樣，查克里·納呂貝特號大部分的電子裝備與武器都由美國提供。
查克里·納呂貝特號配有兩挺50機槍和在2001年安裝的三具發射西北風便攜式防空飛彈的馬特拉Sadral 6管面對空導彈發射裝置。
艦首配備滑跳起飛甲板，艦上配備有第一代垂直起降戰機AV-8S鬥牛士式。在西班牙引進第二代AV-8B後，出售了其7架單座第一代AV-8S式鬥牛士式戰鬥機和2架雙座AV-8A給泰國海軍。
由於第一代AV-8S式鬥牛士式戰鬥機已老舊，加之亞洲金融風暴後泰國軍費縮減严重，所有鬥牛式戰鬥機均已在2006年间退役，目前艦上配屬艦載直升機中隊以執行任務。

## 服役
1997年11月，扎克里·纳鲁贝号投入洪灾救援。2000年再次投入洪灾救援。2004年印度洋海啸后，扎克里·纳鲁贝号在普吉岛附近担负救援任务。2011年再次担任救援任务。
2003年1月爆发1·29金边反泰骚乱，泰国出动扎克里·纳鲁贝号进行军事威慑。
由於泰國財政狀況在亞洲金融風暴後並不佳，維持這艘航母的運作已經非常勉強。泰國皇家海軍軍官曾表明慶幸泰國在亞洲金融風暴爆發、泰銖大貶值前就買了這艘航母，否則後果不堪設想。

## 圖集

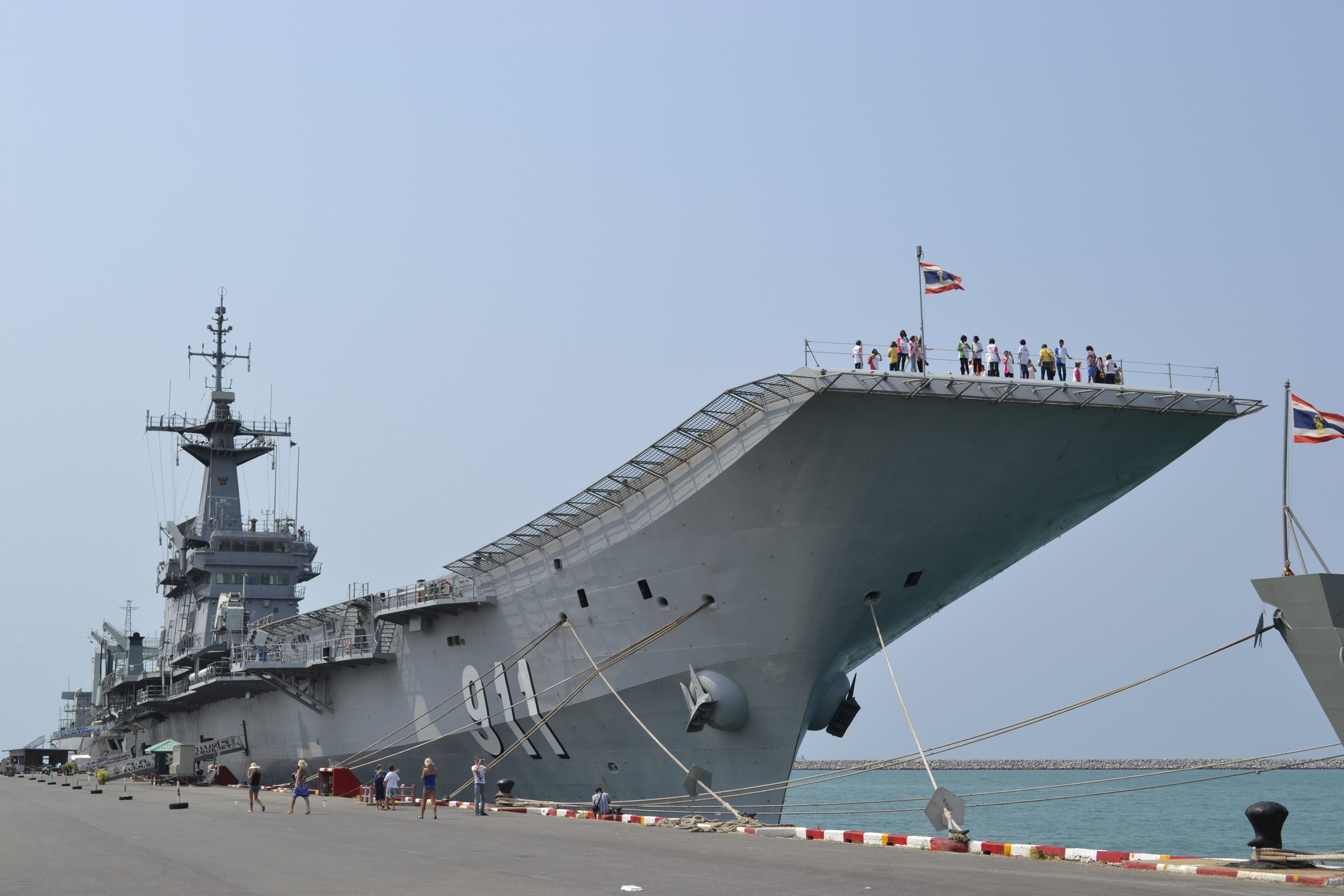
舰艏
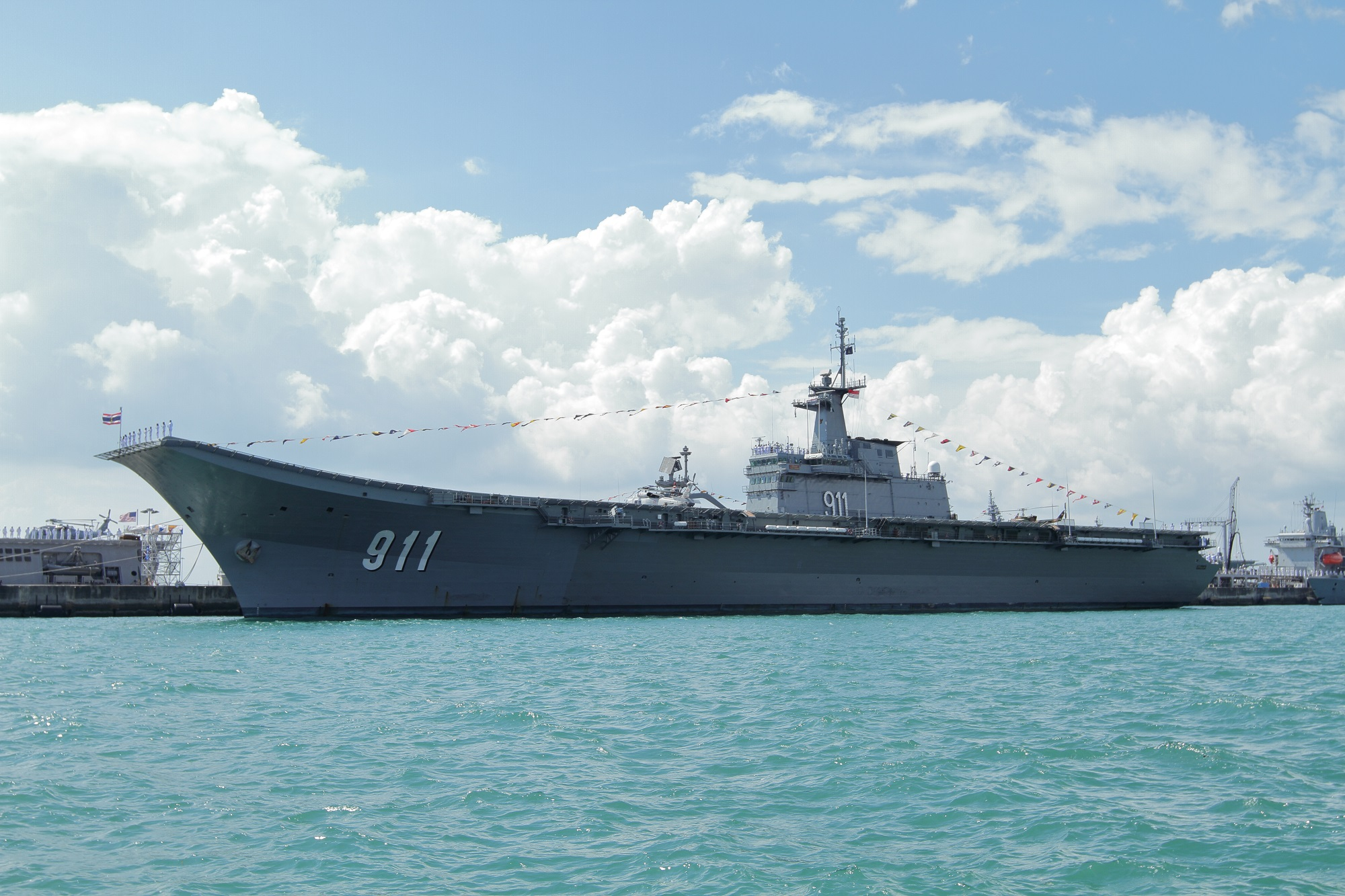
側視
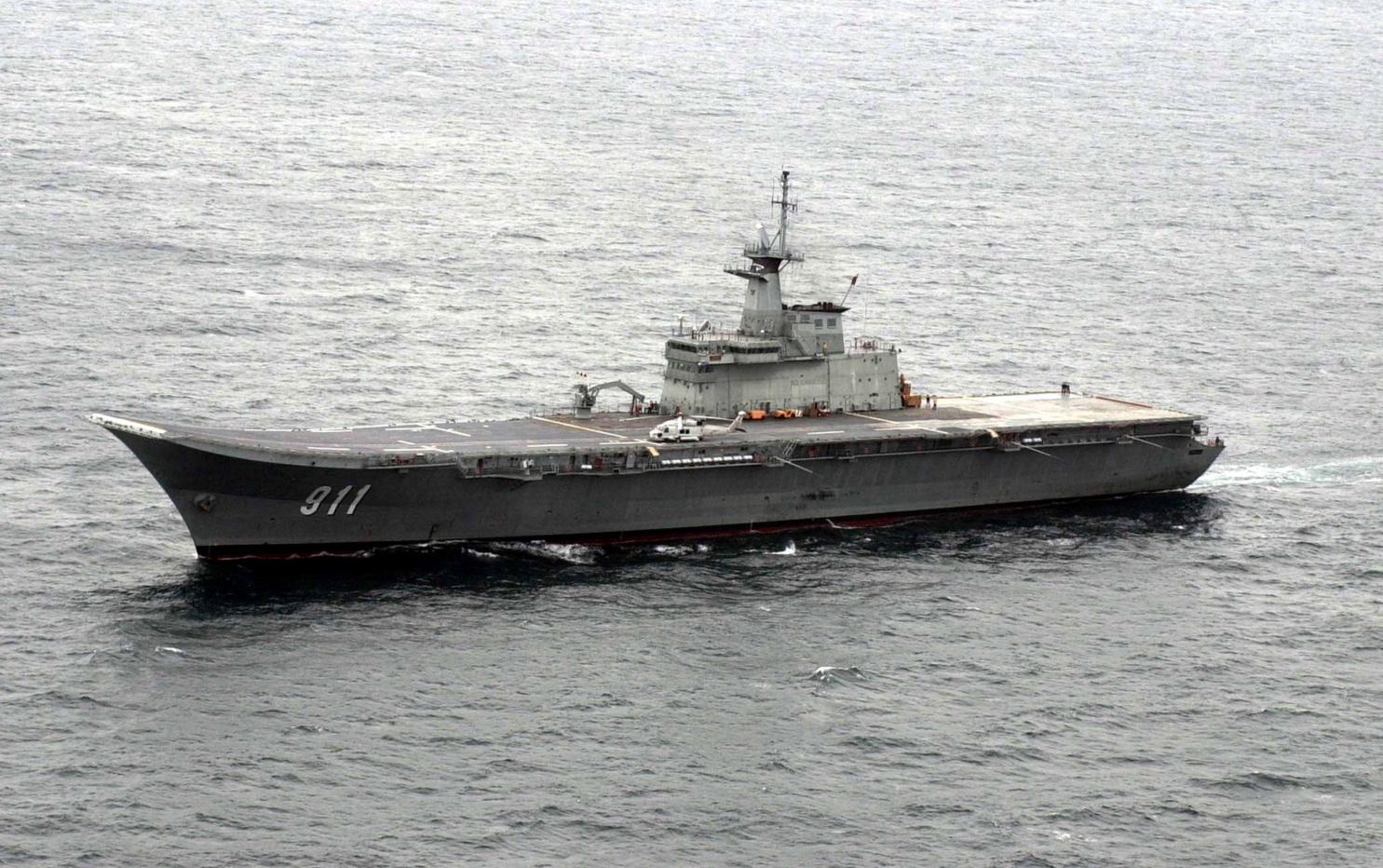
於泰國灣航行
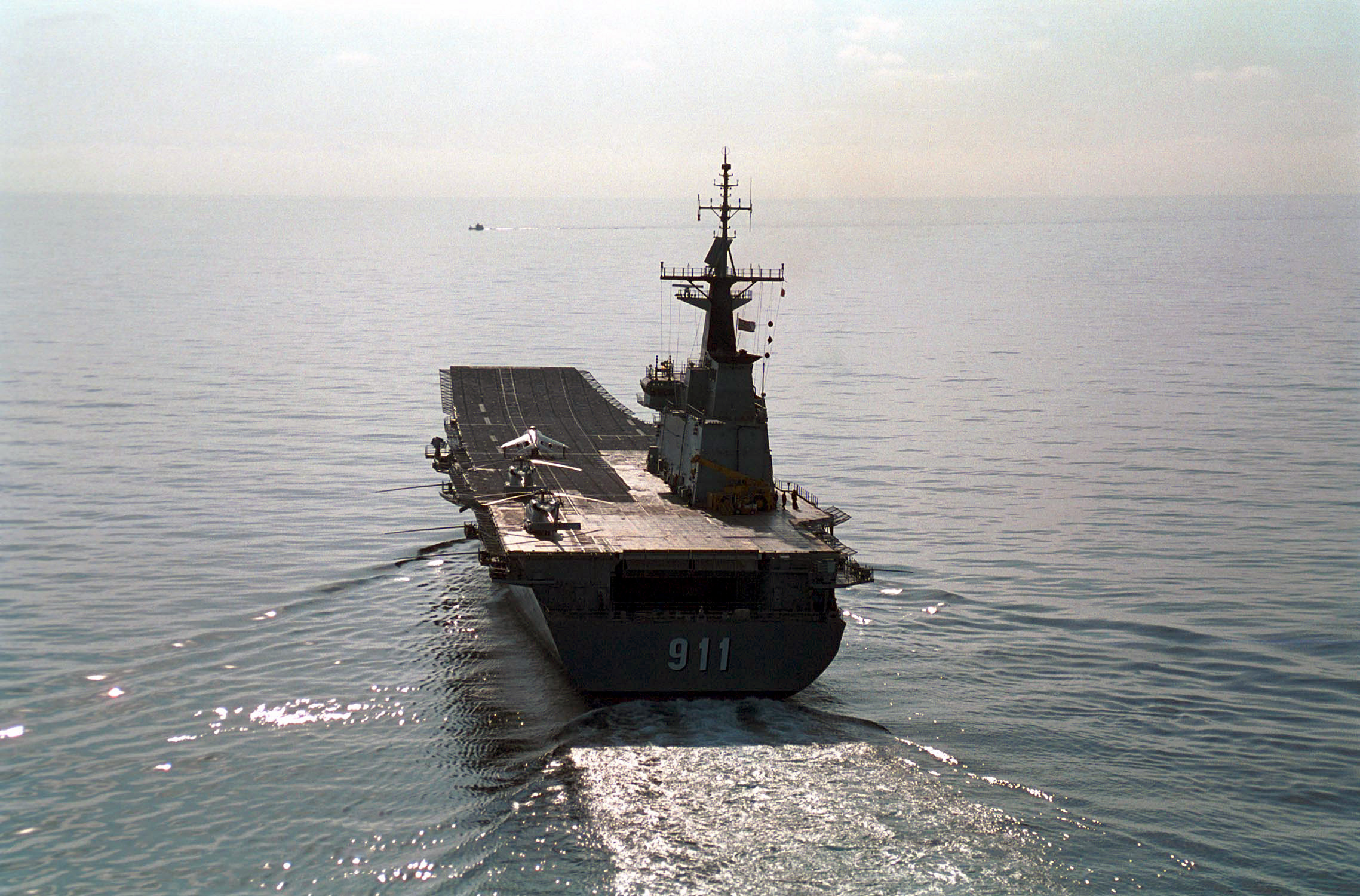
舰尾

### 姐妹舰
- 阿斯圖里亞斯親王號航空母艦

### 类似舰只
- 加里波底級
- 无敌级航空母舰

## 外部連結
- Royal Thai Navy website for Chakri Naruebet
- www.naval-technology.com （页面存档备份，存于）